# Röda faran

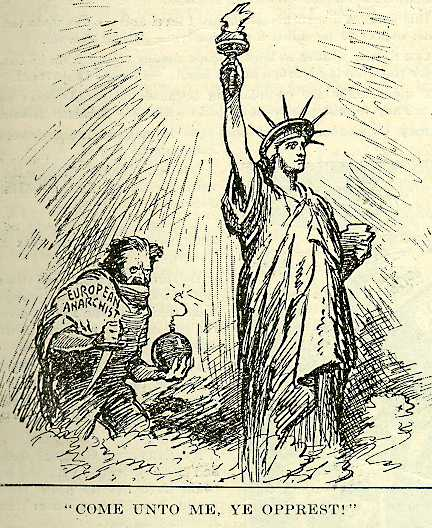
Politisk antikommunistisk teckning

Röda faran, engelska: Red Scare, har i efterhand kommit att avse två perioder av starka antikommunistiska känslor i USA:s historia. Den första perioden omfattade tiden efter den ryska revolutionen, 1917-1920, och den andra en period mellan 1947 och 1957 som präglades av McCarthyism. Dessa två perioder kännetecknades av stor misstänksamhet mot kommunister och andra radikala kretsar samt rädsla för kommunistisk infiltration i den amerikanska regeringen med påföljande repression av misstänkta kommunister.

## Anklagelser och förföljelse
Misstänksamheten mot personer som var eller som antogs vara kommunister under Röda faran var stor. Detta ledde till att i synnerhet vänsteranstrukna personer anklagades för kommunistkopplingar, men även personer utan några vänsterpolitiska åsikter anklagades ibland för samröre med kommunister och kommunismen. 
Även om det ibland kunde finnas rimlighet i anklagelser om kommunistkopplingar var dessa anklagelser ofta utan riktig substans. Istället var det vanligt med okynnesanklagelser riktade mot politiska motståndare och andra man inte gillade i syfte att smutskasta. Denna taktik att okynnesanklaga människor för kommunistkopplingar var i regel lyckosam då anklagelserna ofta ledde till statliga utredningar av de anklagade i fråga, och, oavsett vad utredningarna kom fram till, generellt sett ledde till ryktesspridning. Blotta ryktet att någon var kommunistanstruken kunde sedan mycket väl leda till politisk och social utfrysning. 
Då endast ett fåtal av anklagelserna om kommunistkopplingar hade sin grund i olaglig samhällsomstörtande verksamhet, och då konsekvenserna av anklagelserna blev förföljelse och social uteslutning, har kommunistanklagelser under Röda faran-tiden kommit att liknas vid häxjakter.

## Utsatta grupper och personer
En av dem som drabbades var Charlie Chaplin som nekades inresetillstånd till USA 1952 och därefter bosatte sig i Schweiz. En av de mer kända episoderna efter andra världskriget var Hollywoods svarta lista, där filmskapare svartlistades och inte kunde arbeta under eget namn i Hollywood på grund av sina kopplingar till vänstern. Under den första röda faran efter den ryska revolutionen utvisades utländska medborgare från USA, bland annat ryska anarkister (som tillhörde extremvänstern, men som i övrigt var antikommunister).

## Rädsla för Sovjetunionen och ett kommunistiskt maktövertagande
Rädslan som amerikaner kände inför kommunismen kan kopplas till rädslan för Sovjetunionen, som var USA:s ideologiska, ekonomiska och militära motpol under det kalla kriget. Det antogs att Sovjetunionen planerade ett maktövertagande i USA genom någon form av statskupp, och att tvångsinlösningar av privat egendom och allmän ofrihet skulle bli konsekvensen om en sådan statskupp lyckades. Rädslan för Sovjetunionen, med sin röda flagga, och för kommunismen, med sina röda symboler, gav därmed upphov till namnet Röda faran.